# 高捷
高捷（ジャック・カオ、カオ・ジエ、Jack Kao、Kao Jai、1958年4月23日 - ）は、台湾出身の俳優。

## 経歴
ホウ・シャオシェン監督の『ナイルの娘』（1987年）でデビュー。ホウ・シャオシェン作品をはじめ、台湾・香港で幅広く活動している。

## 出演作

### 映画
- ナイルの娘（1987年）
- 悲情城市（1989年）
- 炎の大捜査線（1991年）
- 天幻城市（中国語版）（1992年）
- 宝島/トレジャー・アイランド（1993年）
- 修羅の黙示録 ボディガード牙（1994年）
- 好男好女（1995年）
- 憂鬱な楽園（1996年）兼原案
- 高度戒備（中国語版）（1997年）
- フラワーズ・オブ・シャンハイ（1998年）
- ゴッド・ギャンブラー/賭侠復活（中国語版）（1999年）
- もういちど逢いたくて/星月童話（中国語版）（1999年）
- 現実の続き 夢の終わり（2000年）
- ミレニアム・マンボ（2001年）
- MOON CHILD（2003年）
- 柔道龍虎房（2004年）
- スナイパー:（2009年）
- 新宿インシデント（2009年）
- Z108地区 〜ゾンビ包囲網〜（中国語版）（2012年）
- ハーバー・クライシス〈湾岸危機〉Black & White Episode 1（中国語版）（2012年）
- 激戦 ハート・オブ・ファイト（中国語版）（2013年）
- The Crossing ザ・クロッシング Part I（2014年）
- ワイルド・シティ（中国語版）（2015年）
- The Crossing ザ・クロッシング Part II（2015年）
- プロジェクト・グーテンベルク 贋札王（2018年）
- 幸福都市（2018年）